# Nawal Ben Hamou
Nawal Ben Hamou (Brussel, 11 juni 1987) is een Belgische politica voor de PS.

## Levensloop
Ben Hamou groeide op in een gemengd gezin, met een vader van Marokkaanse origine en een moeder met Turkse roots en is de oudste van vier kinderen.
Na haar middelbare studies ging Ben Hamou van 2006 tot 2014 als medewerker aan de slag op de logistieke en administratieve dienst bij de politiezone Brussel-Hoofdstad-Elsene. In 2007 werd ze syndicaal afgevaardigde voor de socialistische vakbond ACOD. Ook werd Ben Hamou adviseur in de Raad van Brusselaars van Buitenlandse Afkomst 
Op 21-jarige leeftijd sloot Ben Hamou zich aan bij de Brusselse federatie van de Parti Socialiste en ze werd tevens militant voor de jongerenafdeling Jeunes Socialistes. In mei 2014 stelde ze zich kandidaat bij de federale verkiezingen en werd ze voor de kieskring Brussel-Hoofdstad verkozen in de Kamer van volksvertegenwoordigers. Ze stond op de onverkiesbare tiende plaats van de lijst, maar kon via doorbreking van lijstvolgorde toch verkozen geraken. Ben Hamou zetelde onder meer in de Kamercommissie Binnenlandse Zaken, Algemene Zaken en Openbaar Ambt en ging zich inzetten voor terrorismebestrijding, politieopleiding, openbaar ambt, de bestrijding van discriminatie, volksgezondheid en vrouwenrechten. Ook wist ze een aantal zaken te verwezenlijken, zoals de verlaging van de btw op menstruatieproducten of het gratis gebruik van de anticonceptiepil tot de leeftijd van 25 jaar.
Bij de federale verkiezingen van mei 2019 raakte Ben Hamou vanop de vierde plaats van de Brusselse PS-lijst niet herkozen als federaal volksvertegenwoordiger. Twee maanden later, op 18 juli 2019, werd ze staatssecretaris voor Huisvesting en Gelijke Kansen in de Brusselse Hoofdstedelijke regering, de regering-Vervoort III. Ook werd ze collegelid in de Franse Gemeenschapscommissie, bevoegd voor Sociale Integratie, Cultuur, Onderwijs en Sport. Als Brussels staatssecretaris richtte ze op het wegwerken van de wachtlijsten voor sociale woningen, onder meer door de huurtoelages voor woningen op de privémarkt uit te breiden en het tempo van de bouw van de sociale woningen te verdubbelen, maar desondanks bleven de lijsten aangroeien. Ook werden proactieve praktijktesten ingevoerd om discriminatie op de huurmarkt op te sporen, kwam er een verbod op uithuiszettingen in de wintermaanden en werd de strijd tegen leegstand opgevoerd.
In juni 2024 werd Nawal Ben Hamou verkozen in het Brussels Hoofdstedelijk Parlement. Als uittredend staatssecretaris in de Brusselse regering moest ze zich echter direct na haar eedaflegging laten vervangen door een opvolger.
Daarnaast is ze sinds de gemeenteraadsverkiezingen van oktober 2018 gemeenteraadslid van Brussel. Na de gemeenteraadsverkiezingen van oktober 2024 werd Ben Hamou voorgedragen als schepen van Huisvesting, Gelijke Kansen, Toerisme en Grote Evenementen. Zolang ze ontslagnemend staatssecretaris in de Brusselse regering was, kon ze dit mandaat echter niet opnemen en werd Delphine Houba aangesteld als haar tijdelijke vervangster.